# 더 익스팬스
《더 익스팬스》(영어: The Expanse)는 미국의 SF 드라마이다. 작가 제임스 S. A. 코리가 쓴 소설을 원작을 기반으로 제작되었다.

## 시놉시스
23세기 미래. 인류는 태양계를 완전히 식민지화했다. 하지만 항성간 이동기술은 개발 되지 않은 시기이다. 그 와중에 지구와 화성, 그리고 소행성대가 서로 반목을 하고 있고, 그 와중에 주인공들이 거대한 음모를 밝혀 내는 이야기다. 지구와 달의 정부는 UN이고 화성은 화성 연합의회 공화국으로 독립세력이고 나머지는 UN의 영향권과 OPA라는 왜행성연합으로 이루어져 있다.
소행성대 왜행성인 세레스 기지의 형사인 밀러는 줄리 안드로메다 마오란 여자를 찾으라는 임무를 맡게 된다. 또한 토성에서 얼음을 캐서 세레스로 수송하는 트롤운반선 켄터베리호의 제임스 홀든과 나오미 나카타, 알렉스 카말, 아모스 버튼이 조난선을 발견하게 되고 의문의 사건에 휘말리고, UN의 핵심 간부인 크리스젠 아바사랄라가 관여하면서 이야기가 펼쳐진다.

## 시즌
- 시즌 1 (2015년 12월 14일 ~ 2016년 2월 2일, 총 10편)
- 시즌 2 (2017년 2월 17일 ~ 4월 19일, 총 13편)
- 시즌 3 (2018년 4월 11일 ~ 6월 27일, 총 13편)
- 시즌 4 (2019년 12월 12일, 총 10편)
- 시즌 5 (2020년 12월 15일 ~ 2021년 2월 2일, 총 10편)
- 시즌 6 (2021년 12월 10일 ~ 2022년 1월 14일, 총 6편)